# Sarina Farhadi
Sarina Farhadi (em persa: سارینا فرهادی; Teerã, 27 de abril de 1998) é uma atriz iraniana. Ela é filha de Parisa Bakhtavar e do diretor vencedor do Oscar, Asghar Farhadi.

## Carreira
Em 2011, Sarina ganhou o Urso de Prata de melhor atriz no Festival Internacional de Cinema de Berlim por seu papel no filme de seu pai A Separation, como Termeh. Ela também ganhou o Prêmio FIPRESCI de melhor atriz junto com Leila Hatami e Sareh Bayat no Palm Springs International Film Festival por seu papel no mesmo filme.

## Filmografia

### Cinema
| Ano  | Título      | Papel                    | Diretor          |
| ---- | ----------- | ------------------------ | ---------------- |
| 2008 | Tambourine  | Filha da Família Razaghi | Parisa Bakhtavar |
| 2011 | A Separação | Termeh                   | Asghar Farhadi   |
| 2021 | Um Herói    | Nazanin                  | Asghar Farhadi   |

### Televisão
| Ano  | Título            | Papel          | Diretor          | Canal    |
| ---- | ----------------- | -------------- | ---------------- | -------- |
| 2002 | Poshte Konkooriha | Filha de Ramin | Parisa Bakhtavar | IRIB TV5 |

## Prêmios e indicações
| Ano  | Prêmio                                     | Categoria                     | Trabalho indicado | Resultado |
| ---- | ------------------------------------------ | ----------------------------- | ----------------- | --------- |
| 2011 | Festival Internacional de Cinema de Berlim | Urso de Prata de melhor atriz | A Separação       | Venceu    |
| 2011 | Palm Springs International Film Festival   | Prêmio FIPRESCI               | A Separação       | Venceu    |
| 2011 | Fajr Film Festival                         | Melhor Atriz Coadjuvante      | A Separação       | Indicado  |